# Antoni Kicki
Antoni Kicki herbu Gozdawa (ur. ok. 1710 - zm. w 1772 roku) – generał major artylerii koronnej, generał-adiutant królewski, podkomorzy zakroczymski, chorąży zakroczymski w 1767 roku, podczaszy zakroczymski w 1764 roku, podstoli zakroczymski w 1756 roku, major artylerii koronnej w 1746 roku.

## Życiorys
Brat biskupa lwowskiego Ferdynanda Onufrego. Był członkiem konfederacji generalnej 1764 roku. Był elektorem Stanisława Augusta Poniatowskiego w 1764 roku z ziemi zakroczymskiej. W załączniku do depeszy z 2 października 1767 roku do prezydenta Kolegium Spraw Zagranicznych Imperium Rosyjskiego Nikity Panina, poseł rosyjski Nikołaj Repnin określił go jako posła właściwego dla realizacji rosyjskich planów na sejmie 1767 roku za którego odpowiada król, poseł ziemi ciechanowskiej na sejm 1767 roku.
Z małżeństwa zawartego z Marianną Przanowską doczekał się pięciu synów: biskupa lwowskiego Kajetana Ignacego, koniuszego wielkiego koronnego Onufrego, szambelana i sędziego Augista, generała wojsk rosyjskich Ksawerego i Szymona
Komisarz z rycerstwa w Komisji Wojskowej Koronnej w latach 1765–1770.